# Herman I de Suabia
Herman I (n. secolul al X-lea d.Hr. – d. 10 decembrie 949 d.Hr.) a fost primul membru al dinastiei Conradinilor care a devenit duce de Suabia, de la 926 până la moarte.
Herman era fiul ducelui Gebhard de Lorena și văr al regelui Conrad I al Germaniei.
Atunci când ducele Burchard al II-lea de Suabia a murit la Novara, în timpul unei campanii în Italia, regele Germaniei Henric I "Păsărarul" i-a acordat ducatul lui Herman. Prin învestirea ducelui în cadrul unei adunări la Worms, regele arăta în mod clar că dreptul de a-l numi pe duce îi revine lui, iar nu nobilimii tribale. În continuare, pentru a-și legitima o dată în plus poziția, Herman s-a căsătorit cu Regilinda, văduva antecesorului său Burchard.
A fost o singură dată când Herman a trebuit să se confrunte cu o răscoală a vasalilor săi, însă a fost nevoit în mai multe rânduri să facă unele concesii în teritoriul de astăzi al Elveției. Sankt Gallen a fost cedat protecției directe a regelui, iar ducele a pierdut dreptul de folosință asupra pământurilor și veniturilor sale. Având controlul asupra trecătorilor de peste Alpi către Burgundia și Italia, Herman a servit cu credință interesele regilor ottonieni în aceste regiuni. La Worms, în 950, după moartea lui Herman, regele Otto I "cel Mare" l-a numit pe propriul său fiu, Liudolf ca succesor în Ducatul de Suabia, dat fiind că acesta se căsătorise, în 947 sau 948, cu fiica lui Herman, Ida (d. 17 mai 986).
Pe lângă poziția de duce de Suabia, Herman a mai fost conte în Langau din 939, conte de Auelgau din 948 și abate laic de Echternach din 947. El a întemeiat biserica Sfântului Florin din Koblenz și a fost înmormântat pe insula Reichenau din Lacul Konstanz.
1. ↑  The Peerage